# Froidmont-Cohartille
Froidmont-Cohartille è un comune francese di 241 abitanti situato nel dipartimento dell'Aisne della regione dell'Alta Francia.

## Società

### Evoluzione demografica
Abitanti censiti